# Strigula (svamp)
Strigula (Strigula jamesii) är en lavart som först beskrevs av Thomas Douglas Victor Swinscow och fick sitt nu gällande namn av Richard Clinton Harris. 
Strigula (svamp) ingår i släktet Strigula och familjen Strigulaceae. Inga underarter finns listade i Catalogue of Life.